# みんなの広場ふれあいホール
みんなの広場ふれあいホール（みんなのひろばふれあいホール）は、NHK放送センター（東京都渋谷区神南）にあったオープンスタジオである。これまでのテント(2000=西暦)みんなの広場という仮設設備からリニューアルした恒久設備としての公開放送用オープンスタジオとして2004年3月22日にオープンした。

## 概要
2階が入口と副調整室、1階が公開スタジオと楽屋、3階がNHKアーカイブスの視聴コーナー（自由見学可）とふれあいホールギャラリーになっている。

番組収録を1階の公開スタジオ内で見学する場合、原則すべての番組で事前のはがき（一部インターネットサイトから）の申し込み必要となる。
申込詳細は番組にもよるため、外部リンクの公式ページを参照（不定期で行われるハイビジョンシアター開催時は自由入場可能）。申込がなくても開館時間内（10時から18時まで）は2階からの観覧が可能である。ただし、リハーサルなど非公開になることもある。
1階の公開スタジオの消防法上の定員は285人。
2016年8月30日付の『放送センター建替基本計画』では、東京オリンピック・パラリンピック終了後の2020年秋に解体される予定となっている。跡地には、緊急報道への対応などを行う「情報棟」を建設する予定である。
2020年1月に公開を終了し、同年5月11日付でNHKスタジオパークと共に閉館となった。

## データ
- 所在地　東京都渋谷区神南2-2-1
- 建築面積　1,430m2
- 延床面積　2,940m2
- 建物の高さ　地上3階建て、15m

1階ホール（NHK放送センターCT-200スタジオ）
- 客席数　285席（椅子281席＋車椅子4席）

3階
- 開館時間　10:00 - 18:00
- 休館日 年末年始（12月29日 - 1月3日）
- 入場料　無料

## 公開収録・イベント
（2018年度）
| 曜日   | 番組名               | 放送波 | 備考                               |
| ------ | -------------------- | ------ | ---------------------------------- |
| 金曜日 | ごごウタ◎            | G      |                                    |
| 日曜日 | みんなDEどーもくん!☆ | P      |                                    |
| 日曜日 | セッション2019★      | F      | CT-505スタジオで公開する場合あり。 |

凡例
☆ 隔週収録
★ 月1回収録
◎ 生放送
G 総合テレビ
P BSプレミアム
R1 ラジオ第1
F FM放送

### 過去に収録・公開されていた番組
帯番組
- 公園通りで会いましょう
- お昼ですよ!ふれあいホール
- BSふれあいホール
- シブヤらいぶ館
- BSふれあいステージ
  - 渋谷らいぶステージ
  - お好み寄席
  - ウエンズデー J-POP
  - "笑"たいむ

その他
- みんなの広場だ!わんパーク
- BSどーもくんワールド
- 金曜バラエティー
- 爆笑オンエアバトル
- 熱唱オンエアバトル
- オンバト+
- 夢りんりん丸
- ぐっとくるサンデー
- 爆笑トライアウト
- POP UP JAPAN
- 地球エコ2008
- BSななみDEどーも
- 新・話の泉
- ライブビート

### 補足
- 公開日程、時間、出演者は、NHK側の都合により変更となる場合もある。
  - 特に生放送番組の場合、開演時間前に突発的な事件・事故があった場合は『NHKニュース』が放送時間を拡大して放送する関係上、開始時間を遅らせる、もしくは休止となる場合もある。
  - また、気象状況（大型台風など）や不測の事態により、番組公開を延期もしくは中止するか、NHK放送センター内スタジオでの非公開収録に切り替える場合もある。